# Victor Grosvenor, earl Grosvenor
Victor, earl Grosvenor, född 28 april 1853 död 22 januari 1884, var son till Hugh Lupus Grosvenor, 1:e hertig av Westminster (1825-1899). Gift 1874 med Lady Sibell Mary Lumley (1855-1929).

## Barn
- Lady Constance Grosvenor (1875-1957); gift 1899 med Anthony Ashley-Cooper, 9:e earl av Shaftesbury (1869-1961)
- Lady Lettice Grosvenor (1876-1936); gift 1902 med William Lygon, 7:e earl Beauchamp (1872-1938)
- Hugh Grosvenor, 2:e hertig av Westminster (1879-1953); gift 1:o 1901 med Constance Edwina Cornwallis-West (1876-1970) (skilda 1919) ; gift 2:o 1920 med Violet Mary Nelson (1891-1983) (skilda 1926) , gift 3:e gången 1930 med Hon Loelia Mary Ponsonby (1902-1993) (skilda 1947) ; gift 4:e gången 1947 med Anne Winifred Sullivan (1915-2003)